# Право човека на приватност након његове смрти
Право човека на приватност након његове смрти једно је од права у области заштите информација о личности и људских права које не престаје ни након њихове смрти.

## Обавезе медицинских радника
Медицински радник је дужан да, у пуној мери, чува професионалну тајну и после смрти пацијента кога је лечио или учествовао у његовом лечењу. У неким кривичним законима то је изричито прописано, мада се у начелу такав став подразумева и без одговарајућег прописа. Јер право човека на приватност не гаси се његовом смрћу.
Поред тога, овлашћење пацијента да располаже тајном из домена сопственог живота, као строго лично право, престаје да постоји у тренутку његове смрти. Међутим правно гледано пацијент после смрти није више у стању да лекара ослободи обавезе чувања тајне, а неки правници сматрају да то не могу да учине ни његови наследници ни њему блиска лица. Међутим, послесмртна обавеза ћутања може бити укинута заживотном изјавом умрлог лица, изричитом или прећутном.
Медицинска тајна се може одати и на основу претпостављеног пристанка пацијента да се тајна открије, што даје могућност лекару или болеснику блиском лицу да оцени, треба ли и даље сматрати да интерес за чување тајне постоји и даље или је он престао да важи са пацијентовом смрћу. Ту чињеницу треба пажљиво утврдити у сваком конкретном случају.
Садржина претпостављене воље може се утврдити из личних пацијентових прилика, из његових личних интереса, жеља, потреба и представа о вредностима. Ако са овим поступцима утврди да не постоји ниједна тачка ослонца за веровање да би се пацијент успротивио давању другим лицима поверљивих података о себи, тада се сматра да се одавање тајне може оправдати његовим претпостављеним пристанком.
Медицинска етика и интереси умрлог пацијента обавезују лекара да изврши савесно процену, док му судови остављају при том само ограничену слободу одлучивања, која је подложна накнадној провери.